# Galería Rivadavia
La Galería Rivadavia es un edificio de departamentos y galería comercial, proyectado por el arquitecto catalán Antoni Bonet i Castellana en el centro de la ciudad balnearia argentina de Mar del Plata. Se trató de uno de los primeros edificios en torre allí, y es ejemplo de la arquitectura del Movimiento Moderno, teniendo como elemento distintivo la bóveda, que se repite en la fachada, la galería comercial y la azotea.
La Galería Rivadavia fue diseñada por Bonet en el año 1957, y se encuentra en la esquina de las calles San Luis y Rivadavia, importante arteria comercial de Mar del Plata. Con él, trabajaron en el proyecto los arquitectos Eduardo Santini, Marta Inés Allio y Edith Fiberti de Peralta. Terminado en 1959, el conjunto posee un basamento de doble altura que ocupa la totalidad del terreno, en donde funciona la galería comercial, y un edificio en torre residencial de 17 pisos, con la característica particular de que los pisos impares son departamentos dúplex, y debido a eso en realidad ocupan dos niveles.
Construido en tiempos en que la ciudad comenzaba a perder su arquitectura original, en donde el chalet veraniego de las familias de clase alta era el tipo de vivienda típica, el basamento del edificio supo brindar una escala menor al nivel de la vereda. La torre está implantada en el centro del terreno, y los locales comerciales están distribuidos a su alrededor y en el perímetro del terreno, excepto en la entrada al hall del edificio, en la calle San Luis 1830. La cubierta del basamento donde funciona la galería es a su vez terraza, accesible desde el sector residencial, y sobre ella se asientan las columnas que elevan la estructura de la torre. En el centro, una bóveda acristalada hiperbólica permite el ingreso de luz solar a los pasillos de la galería.
El acceso a los departamentos es por un costado del terreno, mediante un hall con escaleras que conducen a los pisos superiores y a los subsuelos, destinados a cochera, y dos ascensores. Son en total 70 departamentos: los de un solo nivel constan de un estar/comedor, una cocina, un dormitorio o dos y un baño, y los de doble altura agregan un entrepiso al estar/comedor, mediante una losa retraída.
Antoni Bonet y Castellana, arquitecto catalán que vivió en la Argentina luego de su exilio de la España franquista, fue uno de los primeros adherentes al Movimiento Moderno en el país. La Galería Rivadavia fue su primer edificio de gran volumen, y es un buen ejemplo de la arquitectura moderna de los años 1950. Bonet utilizó la bóveda como elemento estructural, con el objetivo de reducir la estructura portante, tanto en el techo del basamento comercial, como en cada piso de la torre residencial. Las fachadas del edificio en torre muestran el perfil de los techos abovedados, que se ven desde el exterior como una serie de arcos con ventanas de carpintería metálica sin persianas ni balcones. Sobre el extremo cercano a la calle Rivadavia, las fachadas muestran un particular diseño de cuadrados intercalados con diversos grados de relieve, mientras que el revoque utilizado para revestir interiores y exteriores fue mezclado con conchillas, dándole una textura y aspecto muy particular. En los interiores, los pasillos que conducen a las viviendas fueron revestidos en venecita, un elemento decorativo muy utilizado en la época.
Sobre la azotea del edificio, una estructura de hormigón sin revestir, repite la forma ondulada que aparece en cada nivel de la fachada a causa de la estructura en bovedilla. Además, un tanque de 30.000 litros de capacidad brinda a las viviendas provisión de agua salada extraída directamente del mar para utilizar en las duchas; además de la provisión usual de agua dulce de manantial, común en toda la ciudad.
En 1995, la ordenanza 10075 de la Municipalidad de General Pueyrredón catalogó a la Galería Rivadavia como bien de preservación patrimonial, por su valor para la arquitectura de Mar del Plata.